# Musajeljan
Musajeljan (armeniska: Մուսայելյան) är en ort i Armenien. Orten grundades 1862 och hette före 12 november 1946 Bozjochusj (ryska: Boz-Jechusj). Den ligger i provinsen Sjirak, i den nordvästra delen av landet, 80 km nordväst om huvudstaden Jerevan. Musajeljan ligger 1 638 meter över havet och antalet invånare är 1 499.
Terrängen runt Musajeljan är kuperad österut, men västerut är den platt. Runt Musajeljan är det ganska tätbefolkat, med 129 invånare per kvadratkilometer.. Närmaste större samhälle är Gjumri, 13,0 km väster om Musajeljan.
Trakten runt Musajeljan består i huvudsak av gräsmarker.